# Posvátná kráva
Posvátná kráva je tur domácí, který se uctívá jako posvátné zvíře v některých náboženstvích, především hinduismu, džinismu a v zoroastrismu. V historii byly krávy uctívány rovněž ve starověkém Egyptě, ve starověkém Řecku a v starověkém Římě. Konzumace hovězího masa a porážka krav je v hinduismu tabu, a v některých oblastech Indie a Nepálu dokonce zakázána zákonem. Pojem posvátná kráva později jako idiom přešel do mnoha jazyků, kde označuje něco, co je zákonem nedotknutelné.

## Posvátná kráva v hinduismu
Kráva se v hinduismu považuje za posvátné zvíře. Představuje hojnost, čistotu a svatost a je považována za "čisté(nábožensky)" blahoslavené zvíře. Stejně jako matka země, je i kráva symbolem principu nezištné pomoci. Vzhledem k tomu, že kráva dává mléko, z nějž lze vytvořit mnoho dalších výživných produktů pro vegetariánské stravování, je hinduisty uctívána i v obrazech. Býk potom slouží jako symbol džarmy (nedělitelné jednoty buddhismu). Historicky stála kráva na stejné úrovni jako kněží a její usmrcení bylo stejně závažným trestným činem, jako vražda brahmána (kněze).
Během vlády dynastie "Gupta" v polovině prvního tisíciletí před naším letopočtem se usmrcení krávy trestalo smrtí. V současnosti v zemích, jako je Indie a Nepál, kde většina obyvatel jsou hinduisté, je kráva velmi vážená a je pod právní záštitou státu (chráněné zvíře). Ochrana krav a zdrženlivost (úplná abstinence) od pojídání hovězího je tradiční součástí hinduismu.
Kráva je v hinduizmu rovněž asociována s pannami a různými bohy. Nejčastěji pak se Šivou, jedoucím na býku Nandi (Nandi je často líčen jako bílá bytost s býčí hlavou). Dále pak s jedním z hlavních bohů - Indrou, který je blízce spjat s Kamandženou označovanou jako "kráva touhy" a Kršnou, který strávil své dětství jako pastýř krav ve Vrindavánu (svaté poutní místo pro stoupence Vajšnavismu).

### Sánskrtská terminologie
V sánskrtu (jazyk) se pro označení krávy běžně používalo slovo "GO", které je foneticky blízké anglickému "COW" a latinskému "BOS". Oba výrazy, stejně jako ruský výraz говядина (foneticky govjádina) vycházejí z praindoevropského jazyka "gwous". Dobytek se v sánskrtštine označoval slovem "PAŠU" jež vycházelo z praindoevropského slova "PEKU". Pro býka potom "USK".
Dojnice se potom nazývala "GCHNJA", což vyznačovalo výraz pro tu jež nemůže být zabita.
 Z těchto historických výrazů lze již odvodit počátek ochrany krávy.

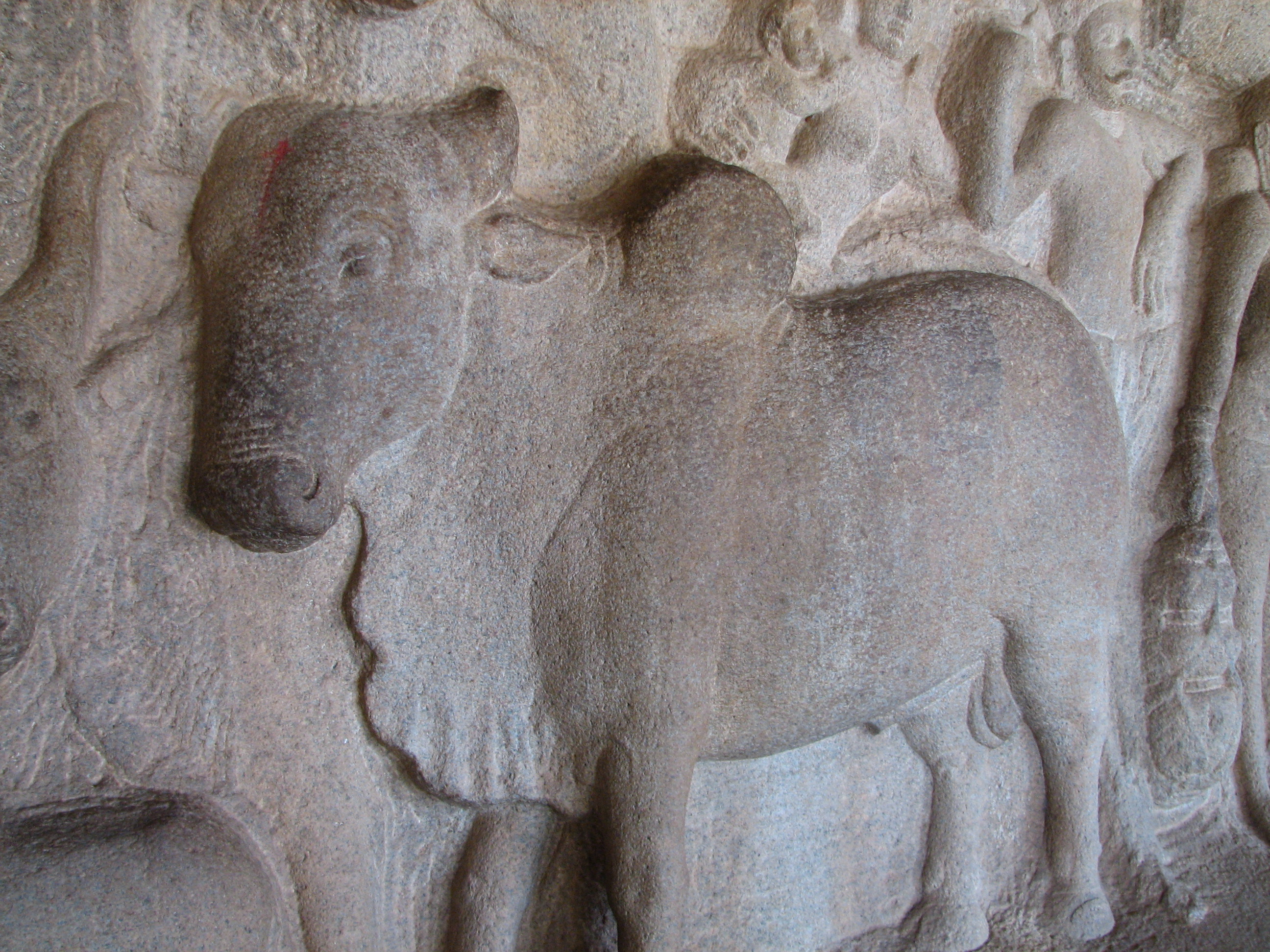
Reliéfní znázornění býka ve městě Mahabalipuram.

### Původ
Tradice uctívání krav a zákaz jejich zabíjení vychází již z "Vedijckého" náboženství, kde je již zakázáno požívat kravského masa. Z této doby pochází i zákaz zabití býka, přičemž zabití býka se trestá mnohem přísněji. Tento zákaz obsahuje Zákoník Manuův a Mahábhárata.
Ve védském náboženství však existovalo i obětování krav. Jako obětiny však sloužily výhradně staré nebo nemocné kusy, které tak získaly možnost získat nové tělo v koloběhu převtělení -samsáry (cyklus narození, smrti, splynutí, osvobození, znovuvylepšení karmy a narození). Později, není známo přesně kdy, byly tyto obětní rituály zakázány. V současnosti není nikdo kvalifikovaný k vykonávání tohoto rituálu.
Ve védském náboženství je kráva tak ctěná, neboť většina obyvatelstva byli pastýři a zemědělci, kteří stravou záviseli na jejích produktech a exkrementů využívali jako hnojiva a paliva. V současnosti se dým z hořícího hnoje používá jako repelent proti komárům a výsledný popel slouží jako hnojivo.
Element uctívání krav je přítomen ve všech knihách hinduismu, kde je psáno, že kravské mléko pomáhá probudit v člověka do "satvickou kvalitu". Přepuštěné máslo se používá při náboženských obřadech, kravský hnůj potom jako hnojivo v zemědělství. Dýmu z kravského hnoje se potom připisuje silný desinsekční (dle zdrojového textu desinfekční) účinek. Moč je používána v náboženských rituálech a pro lékařské účely. Zákaz požívání kravského masa byl potom viděn jako první krok k vegetariánství. 

### Historický význam

#### Védy a purány

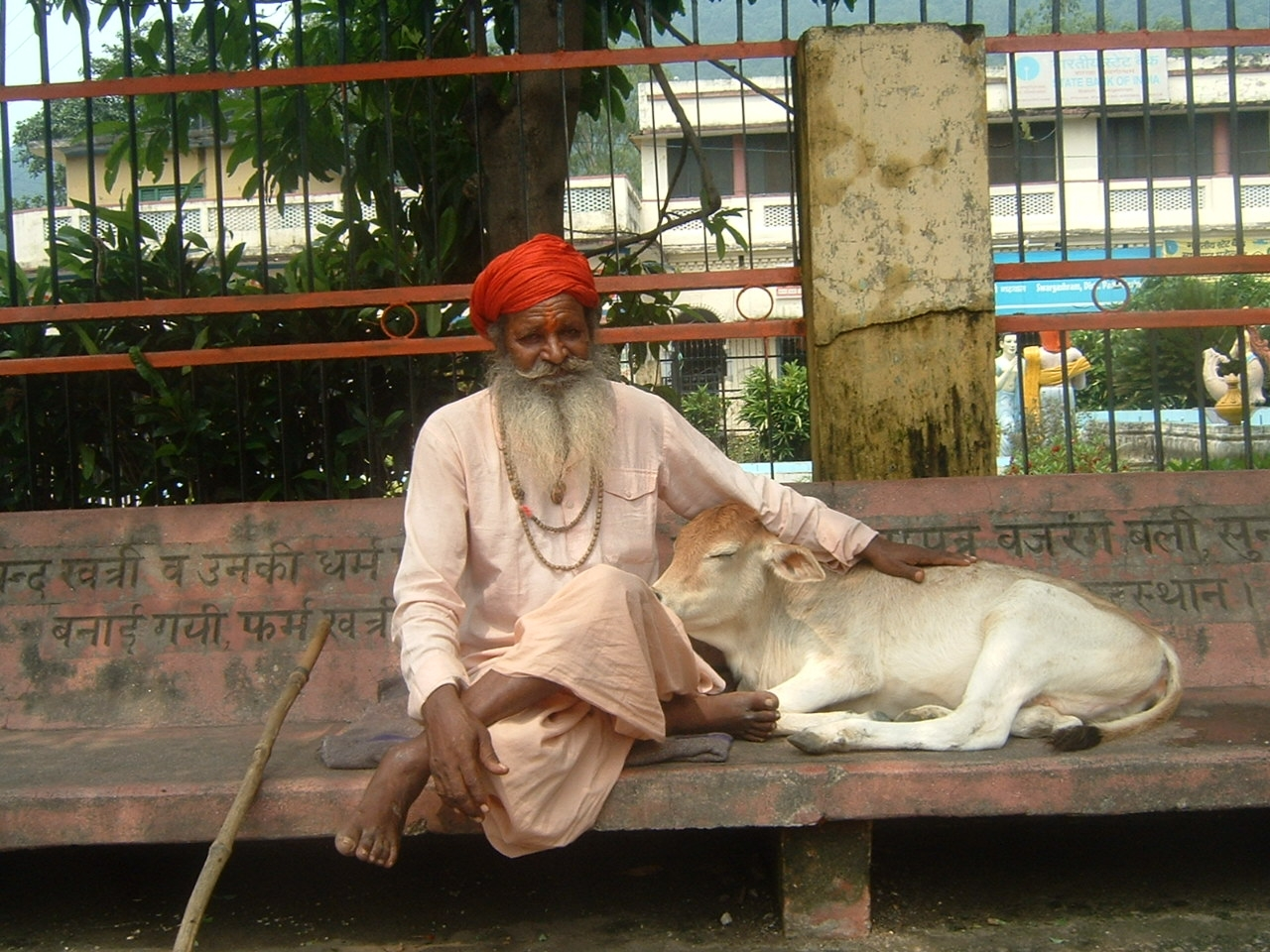
Posvátná kráva se svým sádhuem

Krávy sehrály významnou roli ve Rgvédě, kde se v několika chvalozpěvech zmiňuje 10 tisíc krav.
Dle Šrí Aurobinda krávy ve Rgvédě představují také světla nebo paprsky. Šrí Aurobindo také poukazuje na to, že Aditi (síla přírody) je popsána jako kráva a Devátá (božská bytost) a Puruša (duch) jako býk. I védský bůh Indra je často znázorněn jako býk.
V Charivamše je Krišna popisován jako pastýř. Dále také nazýván i dítětem ochraňujícím krávy nebo tím kdo kravám přináší radost.
V puránách je popsáno, jak bohyně země Prithví v podobě krávy dala lidem užitečné látky.

#### Indie 19.-20. století
Úcta ke kravám sehrála hlavní roli v povstání proti Východoindické společnosti.
Na konci 19. století v Indii vzniklo hnutí na ochranu krav, které se snažilo sjednotit hinduisty a muslimy na zákazu zabíjení krav. Toto nakonec vedlo k pravidelným anti-muslimským povstáním a sehrálo roli při rozdělení Indie v roce 1947.

#### V učení Mahátma Gándhího
Mahátma Gándí také uctíval krávy. Pravil: „Klaním se jim a budu se jim klanět i kdyby proti mě byl celý svět.“ Jedním z klíčových prvků hinduismu je ochrana krav.

### Posvátné krávy v moderní Indii

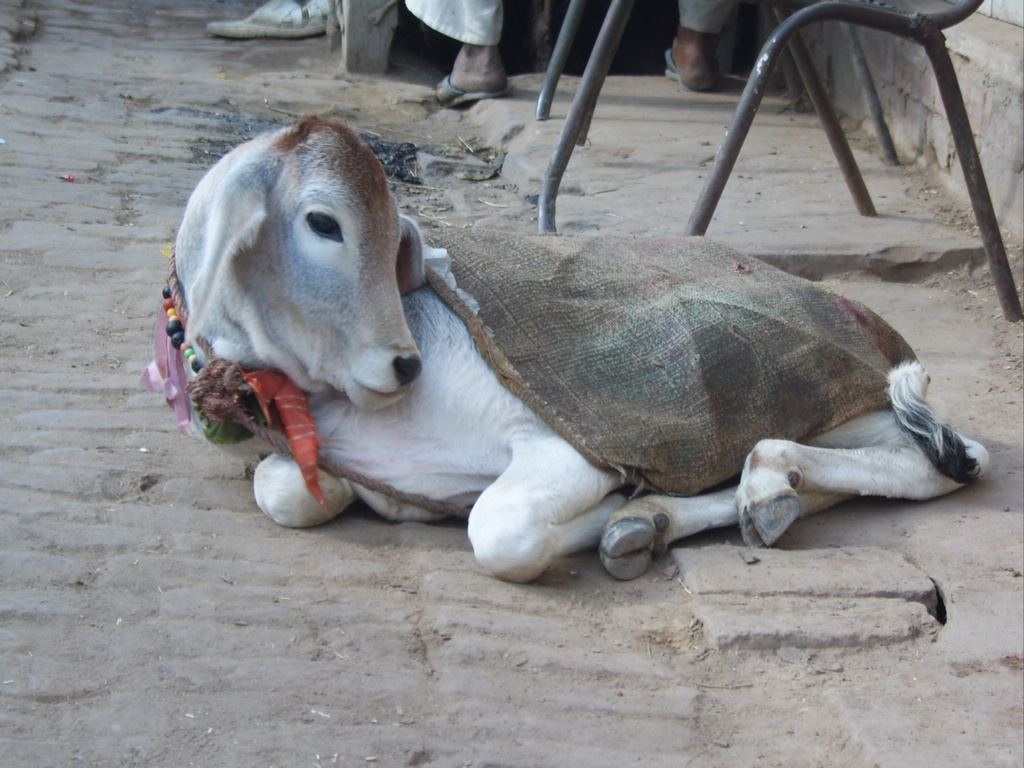
Kráva odpočívající na ulici ve Vrindavánu (Indie)

V současnosti, v zemích, jako je Indie a Nepál, kde hinduisté tvoří většinu populace, mají v náboženských obřadech hlavní roli mléko a mléčné výrobky z kravského mléka. Krávy jsou respektovány – je jim dovoleno se volně pohybovat i na nejrušnějších ulicích velkých měst, jako je Dillí. Na mnoha místech v Indii je považováno za velmi slibné dát něco k jídlu krávě před snídaní. V mnoha Indických státech je zakázáno zabít krávu. Za zabití nebo zranění krávy jsou udělovány i nepodmíněné tresty vězení.
Historicky, kvůli zákazu konzumace hovězího, vznikl systém, ve kterém jen příslušníci nejnižší kasty a vyvrhelové konzumují hovězí z mrtvých krav nebo zpracovávají kravskou kůži z uhynulých krav.
Ve velkých městech je ale provozováno 30 tisíc nelegálních jatek (v roce 2004). Všechny pokusy o uzavření nelegálních jatek byly zatím neúspěšné.

## Ve starověkém Egyptě
Ve starověkém Egyptě nebyly krávy nikdy obětovány tak jako ostatní zvířata, neboť kráva byla považována za posvátné zvíře bohyně Hathor a poté i Isis.

## Jako idiom
Výraz posvátná kráva je v přeneseném významu používán pro něco nekritizovatelného, o čem se nediskutuje. Čeština se často vymezuje v negativním smyslu, že něco „...není posvátná kráva“, čili že daný jev je možno změnit.